# Miřetice (district de Benešov)
Pour les articles homonymes, voir Miřetice.
Miřetice (en allemand : Mirschetitz) est une commune du district de Benešov, dans la région de Bohême-Centrale, en République tchèque. Sa population s'élevait à 192 habitants en 2020.

## Géographie
Miřetice se trouve à 8 km au sud-est de Vlašim, à 26 km au sud-est de Benešov et à 61 km au sud-est de Prague.
La commune est limitée par Zdislavice au nord, par Kuňovice à l'est, par Chmelná au sud, par Pravonín au sud-ouest et par Vracovice à l'ouest.

## Histoire
La première mention écrite de la localité date de 1274.